# Schloss Bösing
Das Schloss Bösing (auch Schloss Pezinok, slowakisch Pezinský zámok oder Zámok Pezinok, vom Eigentümer als Šimák Zámok Pezinok bezeichnet) ist ein Schloss und ehemalige Wasserburg in der westslowakischen Stadt Pezinok (deutsch Bösing). Es befindet sich unmittelbar nördlich des historischen Stadtkerns im südlichen Teil des Schlossparks. Die Anschrift des Schlosses lautet Mladoboleslavská 5.

## Beschreibung und Geschichte

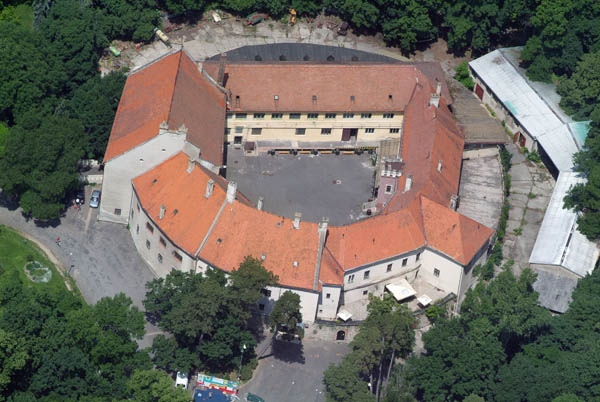
Luftbild des Schlosses (Stand 2008)

Eine Burg an der heutigen Stelle wurde vor 1271 errichtet, als sie durch ein Heer des böhmischen Herrschers Ottokar II. Přemysl erobert wurde. 1295 griff sie der österreichische Herzog Albrecht an.
Nach 1300 bauten hier die Grafen von St. Georgen und Bösing eine Wasserburg auf. Es handelte sich um eine Wasserburg mit einem Wehrturm, Wohngebäuden und einer Doppelmauer, dazu gab es große Weinkeller. Die Anlage war über zwei Zugbrücken über zwei Wassergräben zu erreichen. Auf der Aufschüttung zwischen den beiden Gräben befanden sich Wirtschaftsgebäude. Wegen mehrerer Teilungen der Grafen tauchten immer wieder Streitigkeiten zwischen den einzelnen Linien auf, bis diese im Jahr 1429 durch den Grafen Georg und seinen Bruder Nikolaus beigelegt wurden.
Nach dem Aussterben der Grafen von St. Georgen und Bösing war die Burg eine Zeitlang Besitz von Ferdinand I., der sie an Gáspár Serédi für seine Verdienste im Kampf gegen Johann Zápolya schenkte. Später ließ Johann Krusich erste Bauarbeiten an der bisher gotischen Burg durchführen, die unter Stephan I. Illésházy fortgesetzt wurden. Im Endergebnis wurde die Burg erweitert, aufgestöckt und erhielt ein Aussehen im Stil der Renaissance. 1618 erwarb Stephan II. Pálffy die Burg mit dem Herrschaftsgebiet, die zum Erbbesitz dieses alten Magnatengeschlechts wurde. Zum Großteil des 17. und im frühen 18. Jahrhundert verfiel die Burg, als 1718 der Palatin Johann Pálffy eine Sanierung anordnete. Eine entscheidende Änderung kam 1844 unter Franz Pálffy, der im ersten Geschoss des Wohnturms einen großen Saal errichten ließ. Durch Zuschüttung von Wassergräben verschwand jegliche militärische Funktion und leitete den Grundstein für die spätere Parkanlage ein. Ein durch einen Blitzschlag ausgelöstes Feuer im Jahr 1875 zerstörte Gebäude im nördlichen Teil des Schlosses, die nicht wieder aufgebaut wurden, dafür wurde aber das Schloss im späten 19. Jahrhundert im Stil der Spätromantik neu gestaltet.
In der Tschechoslowakei wurde 1936 im Schloss eine Filiale einer Weinbaugenossenschaft untergebracht. 1940–43 ließ der damalige Besitzer, die Slowakische Weinbaugenossenschaft (slowakisch Slovenské vinohradnícke družstvo) die Keller für ihre Bedürfnisse adaptieren und errichtete an der Stelle des abgebrannten Teils ein administratives Gebäude im unpassenden Baustil. Die Weinbaugesellschaft wurde 1951 in die Staatsgesellschaft Vinárske závody integriert. Die Räume im Obergeschoss dienten zeitweilig als Lager und als Studio des tschechoslowakischen Schallplattenherstellers Opus.

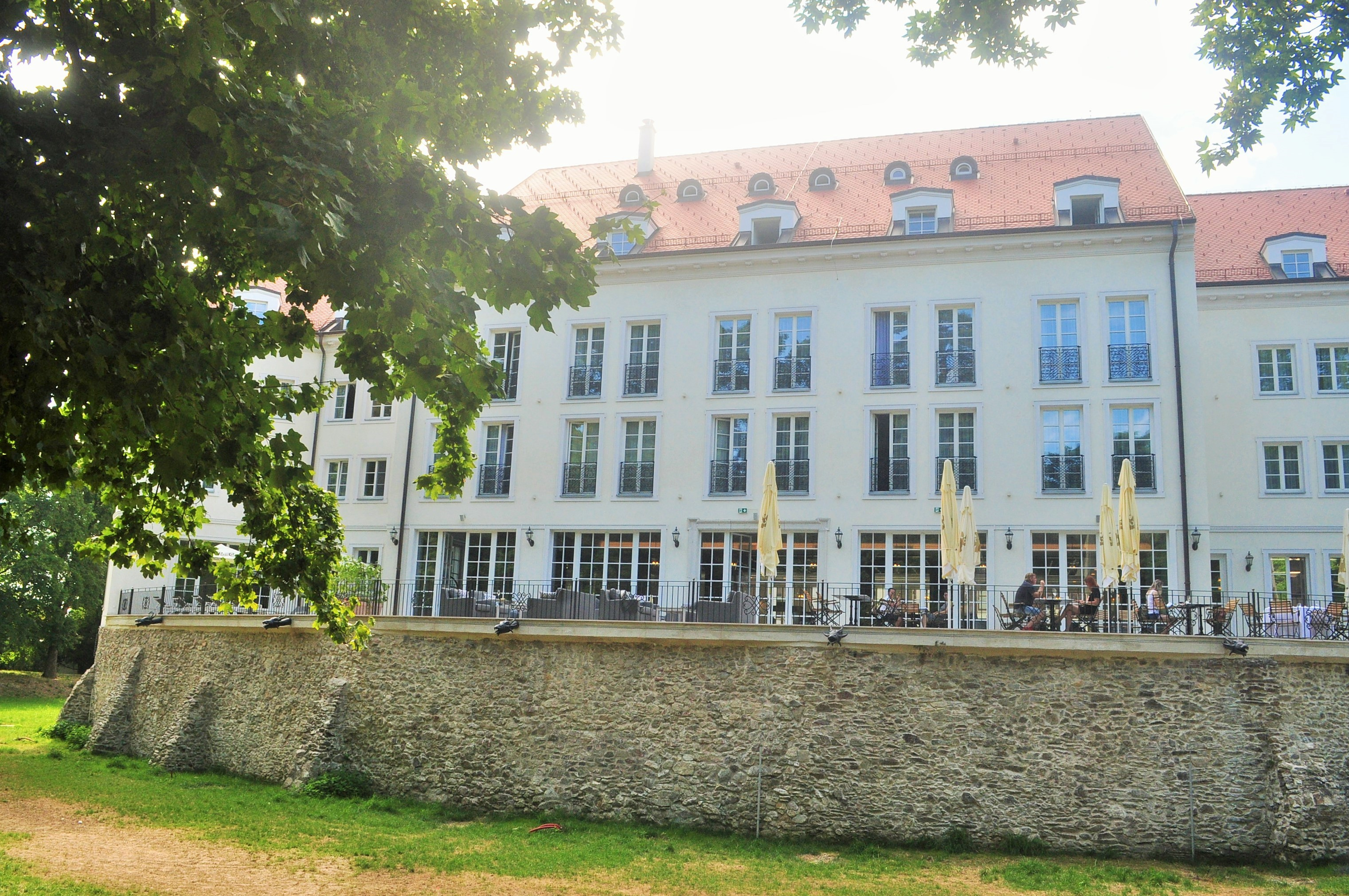
Das Hotel Palace Art im Nordteil

Die slowakische Familie Šimák erwarb 2015 das inzwischen baufällige Schloss und führte bis 2019 eine Sanierung und Erneuerung durch, die insgesamt ungefähr 50 Millionen Euro kostete. Dabei wurde das administrative Gebäude im Nordteil abgerissen und dort das Hotel Palace Art errichtet. Im älteren Teil des Schlosses befinden sich eine Weinkellerei, renovierte Pálffy-Wohnungen, eine Glasausstellung sowie Ausstellung von Motorrädern der Marke Jawa.